# Michael Canov
Michael Canov (ur. 10 grudnia 1960 w Czeskich Budziejowicach) – czeski polityk. Od 2016 senator okręgu nr 34 - Liberec, od 2012 przedstawiciel regionu libereckiego, od 2002 burmistrz Chrastavy. Członek ruchu burmistrzów regionu libereckiego (cz. Starostové pro Liberecký kraj, SLK, wcześniej członek Unii Wolności – Unii Demokratycznej (1998-2003) i Obywatelskiej Partii Demokratycznej (2003-2007)). Od 23 maja 2013 honorowy obywatel Lwówka Śląskiego. Dzięki działaniom Michaela Canova, na rzecz współpracy między miastami partnerskimi, jedna z ulic w Chrastavie nosi od kilku lat nazwę „Miasta Lwówek Śląski” (cz. Města Lwówek Śląski). Znajduje się ona w dzielnicy Vuska (cz. Víska).

## Życie
Michael Canov ukończył studia na Uniwersytecie Pardubickim na Wydziale Technologii Chemicznej (stopień naukowy inż.). Swoją edukację kontynuował kształcąc się w Instytucie Badań Inżynieryjnych Politechniki Czeskiej w Pradze. Studiował fizykę i matematykę na Wydziale Matematyki i Fizyki Uniwersytetu Karola w Pradze.
Później zaczął uczyć chemii, fizyki i matematyki w gimnazjum i średniej szkole zawodowej w Libercu. Od 19 listopada 1994 Michael pracował jako przedstawiciel miasta Chrastavy, w latach 1994-2002 został zastępcą burmistrza miasta, a później pracował w niepełnym wymiarze godzin jako burmistrz Chrastavy.
W 2009 w niemieckiej miejscowości Bischofswerda przynależącej do Euroregionu Nysa przyznana została nagroda dla najlepiej współpracujących miast partnerskich w ramach tego euroregionu. Wśród najlepszych pierwszą nagrodę otrzymał Lwówek Śląski wraz ze swoim miastem partnerskim Chrastava, którego ówczesnym starostą był Michael Canov.
W 2016 Michael Canov został senatorem Senatu Republiki Czeskiej.
Michael Canov jest singlem.

## Spory przygraniczne
W 2015 w sprawie sporu terytorialnego o Worek Turoszowski i jego powiększenia kosztem Czech, które były winne Polsce 368 ha od 1958, kiedy to w ramach modyfikacji granic ówczesna PRL oddała Czechosłowacji nieco ponad 1200 hektarów, otrzymując w zamian 837 hektarów, Michael Canov był przeciwny zwrotowi należnych Polsce ziem, a w wywiadzie dla RMF FM mówił, że według strony czeskiej, z umów międzynarodowych wynika, że Czechy nie są winne Polsce 368 hektarów, a w przypadku gdyby rząd czeski chciał dokonać zwrotu ziem Polsce, to polityk nie wyobraża sobie, by była to część Chrastavy, bo te tereny należą do ziem czeskich od co najmniej tysiąca lat.
Michael Canov brał udział w powstałym wspólnym działaniu starostów miast Frýdlant i Chrastava, samorządu Kraju Libereckiego, czeskiego Ministerstwa Środowiska oraz prawników, mającym na celu uchylenie przez wojewodę dolnośląskiego zmiany planu zagospodarowania przestrzennego dla Gminy Bogatynia, która zezwalała na poszerzenie Kopalni Węgla Brunatnego Turów. Czeski senator i starosta, Michael Canov, w oficjalnym komunikacie prasowym samorządu Kraju Libereckiego z dn. 1.07.2019 podkreślał, że „[...] strona czeska walczy o to, żeby strona polska na własnym terytorium przestrzegała prawa”.